# قرار مجلس الأمن التابع للأمم المتحدة رقم 1092
قرار مجلس الأمن التابع للأمم المتحدة رقم 1092، الذي اتخذ بالإجماع في 23 كانون الأول/ديسمبر 1996، بعد التذكير بجميع القرارات المتعلقة بقبرص، ولا سيما القرارات 186 (1964) و939 (1994) و1062 (1996)، وعبر المجلس عن قلقه إزاء تدهور النزاع السياسي في قبرص وقام بتمديد ولاية قوة الأمم المتحدة لحفظ السلام في قبرص حتى 30 حزيران/يونيو 1997.
على مدار العام، تدهور الوضع في الجزيرة وتصاعدت التوترات بين المجتمعين في الدولة الجزيرة. ولم يكن العنف على طول خط وقف إطلاق النار غير مرئي منذ عام 1974، كما ازداد العنف ضد أفراد القوة. وذكر مجلس الأمن أن المفاوضات من أجل حل النزاع قد تأخرت لفترة طويلة للغاية، وقد وصلت إلى طريق مسدود.
شجب المجلس مقتل ثلاثة قبارصة يونانيين مدنيين وجندي قبرصي تركي، والإصابات في صفوف المدنيين والقوة، مشيرا على وجه الخصوص الاستخدام غير المتناسب للقوة من جانب قبرص الشمالية والدور السلبي الذي تقوم به الشرطة القبرصية عند التعامل مع المدنيين المتظاهرين. وأعربت المجلس عن أسفه لعدم إحراز تقدم في تنفيذ التدابير التالية:
- تمديد اتفاق عام 1989 إلى مناطق أخرى حيث ظل الجانبين على مقربة من بعضهما البعض؛
- حظر الأسلحة حول خط وقف إطلاق النار؛
- مدونة سلوك للقوات بالقرب من خط وقف إطلاق النار.

وقد دعيت السلطات العسكرية من الجانبين إلى:
- تطهير جميع حقول الألغام حول المنطقة العازلة؛
- وقف تشييد المباني العسكرية حول المنطقة العازلة؛
- عدم إجراء تدريبات عسكرية على طول المنطقة العازلة.

ويجب تخفيض الإنفاق الدفاعي في قبرص، والركود الحالي في عملية السلام غير مقبولة للمجلس. وأعرب المجلس عن أسفه لعدم تنفيذ التوصيات الإنسانية. وكانت المناقشات بشأن الانضمام إلى الاتحاد الأوروبي تطوراً جديداً هاماً كان من المتوقع أن يسهل التسوية الشاملة لمشكلة قبرص. وطُلب إلى الأمين العام أن يقدم تقريرا إلى المجلس بحلول 10 حزيران/يونيو 1997 عن تنفيذ القرار الحالي.

## روابط خارجية
- نص القرار في undocs.org